# Microdon aurilinea
Microdon aurilinea är en tvåvingeart som beskrevs av Hull 1944. Microdon aurilinea ingår i släktet myrblomflugor, och familjen blomflugor. Inga underarter finns listade i Catalogue of Life.